# Guglielmo Raimondo II Moncada
Guglielmo Raimondo Moncada Alagona, conte di Agosta (... – Messina, 1348), è stato un nobile e militare italiano del XIV secolo.

## Biografia
Nacque dal nobile catalano Guglielmo Raimondo di Moncada dei baroni di Aitona, e da Lucchina Alagona di Malta dei conti di Malta e Gozo. Nel 1324, sposò la nobildonna Margherita Sclafani d'Incisa, figlia di Matteo, conte di Adernò, da cui ebbe tre figli.
Alla morte del padre ereditò la terra di Augusta di cui fu investito del titolo comitale nel 1336, oltre che le terre di Curcuraci, Melilli, Saponara e Scordia Superiore su cui esercitava la signoria, nonché le rendite sulle tonnare di Altavilla e Melilli.
Proseguì la politica di fedeltà agli Aragonesi del padre, e il re Federico III di Sicilia gli diede il trattamento di "consanguineo". Il suo successore, il figlio re Pietro II, lo nominò gonfaloniere del Regno di Trinacria. Il regno di Pietro II, fu segnato dai contrasti tra la Corona aragonese e una parte consistente della nobiltà isolana, che si acuirono dopo la sua morte avvenuta nel 1342, quando gli succedette al trono il figlio Ludovico di soli sette anni, che ebbe come tutore la madre Elisabetta di Carinzia, e come reggente lo zio paterno Giovanni, marchese di Randazzo. La Sicilia fu interessata da un periodo di instabilità politica e crisi economica, dovuta allo scontro tra la Fazione dei Latini rappresentata da casati come Chiaramonte, i Palizzi e i Ventimiglia, e legati ai vecchi dominatori angioini, e la Fazione dei Catalani, legata alla monarchia e capeggiata da Blasco Alagona, conte di Mistretta, succeduto al Marchese di Randazzo come tutore del giovane Re Ludovico.
Il Conte di Agosta si schierò naturalmente con la fazione catalana, rappresentata da famiglie come i Peralta, i Rosso, i Spadafora, i Valguarnera, e da altre nobili famiglie di origine catalana e autoctona. Assieme al Conte di Mistretta, fu alla difesa di Catania, assediata dalle forze latine.
Nel 1348, si trovò ad un matrimonio a Reggio Calabria: mentre faceva ritorno a Catania, fu assalito da due galee nemiche e catturato. Condotto in carcere a Messina, una volta imprigionato fu fatto avvelenare dai Chiaramonte e dai Palizzi. Le sue spoglie furono consegnate al figlio Matteo, il quale ordinò la sua sepoltura nella chiesa del convento dei Frati Minori Cappuccini di Lentini.

### Matrimoni e discendenza
Guglielmo Raimondo Moncada Alagona, I conte di Agosta, dal matrimonio con Margherita Sclafani d'Incisa, ebbe i seguenti figli:
- Matteo, II conte di Agosta (1325 ca.-1378), che sposò in prime nozze Giovanna Peralta d'Aragona, figlia di Raimondo, conte di Caltabellotta, da cui ebbe tre figli, e in seconde nozze Allegranza Abbate d'Arbes, figlia di Enrico signore di Favignana, dalla quale ebbe tre figli;
- Guglielmo Raimondo, signore del Murgo, che pare abbia avuto discendenza[15];
- Costanza, che fu sposa a Federico Chiaramonte Palizzi, conte di Modica.[2]